# Basse-sur-le-Rupt
Basse-sur-le-Rupt là một xã ở đông bắc Pháp, thuộc tỉnh Vosges trong vùng Grand Est.

## Biến động dân số
| Năm | 1962 | 1968 | 1975 | 1982 | 1990 | 1999 |
| --- | ---- | ---- | ---- | ---- | ---- | ---- |
| Dân số | 718  | 778  | 704  | 786  | 804  | 819  |
| From the year 1962 on: No double counting—residents of multiple communes (e.g. students and military personnel) are counted only once. |      |      |      |      |      |      |